# Giuseppe Tagliamonte
Giuseppe Tagliamonte (Torre Annunziata, 25 novembre 1884 – Ronchi dei Legionari, 19 luglio 1915) è stato un militare italiano, medaglia d'oro al Valor Militare alla memoria.

## Biografia
Nato da Guglielmo e Maria Paliotti, conseguì presso l'istituto tecnico Galilei di Firenze la licenza in matematica e fisica.
Nel 1901, a 17 anni, si arruolò volontario come allievo ufficiale nel 65º Reggimento Fanteria "Valtellina". Ottenuti dopo un anno i gradi di sergente, rinunciò alla qualifica di allievo ufficiale preferendo continuare come sottufficiale.
Nel 1905 fu ammesso all'Accademia militare di Modena e promosso sottotenente nel 1907 in servizio effettivo, fu assegnato al 91º Reggimento Fanteria "Basilicata".

Nel 1909 fu destinato al Regio corpo truppe coloniali della Somalia italiana e nel 1910 fu promosso tenente.
Nel 1912 fu assegnato al Regio corpo truppe coloniali della Tripolitania presso la 2ª compagnia leggera mista, combattendo prima nella Battaglia di Zanzur, poi agli ordini del comandante Antonio Miani partecipò alla conquista del Fezzan, mettendosi in luce nell'occupazione di Maharuga del 24 dicembre 1913 venendo decorato con la medaglia di bronzo al valor militare.
Rientrato in Italia nel 1915 e promosso capitano, ottenne il comando della 10ª compagnia del 13º Reggimento fanteria della Brigata "Pinerolo". Con la dichiarazione di guerra all'Impero austro-ungarico, il successivo 24 maggio raggiunse il basso Isonzo nei pressi di Selz (Ronchi dei Legionari, Gorizia), effettuando pericolose ricognizioni, in cui in una fu ferito alla testa, rinunciando ad abbandonare il reparto essendo impegnato in pattugliamenti e combattimenti nella zona carsica.
Durante la seconda battaglia dell'Isonzo, dopo la conquista delle trincee sull'altura di Selz, il 18 luglio gli fu ordinato di rinforzare con la sua compagnia, l'ala destra del reggimento rimasta pericolosamente scoperta. Con perizia nelle manovre tattiche e di fuoco, riuscì nel compito di copertura per tutta la notte, ma all'alba del giorno 19, dopo aver prevenuto un poderoso attacco nemico quasi riuscendo nell'impresa, cadde falciato da una raffica di mitragliatrice.
Alla sua memoria venne concessa la medaglia d'oro al valore militare e il 28 marzo 1961, la commissione Consiliare per la toponomastica del comune di Torre Annunziata, gli intitolò la strada che collega corso Umberto I a via Maresca, costeggiando per un tratto lo Stadio Alfredo Giraud.